# Kanzel (Liffré)

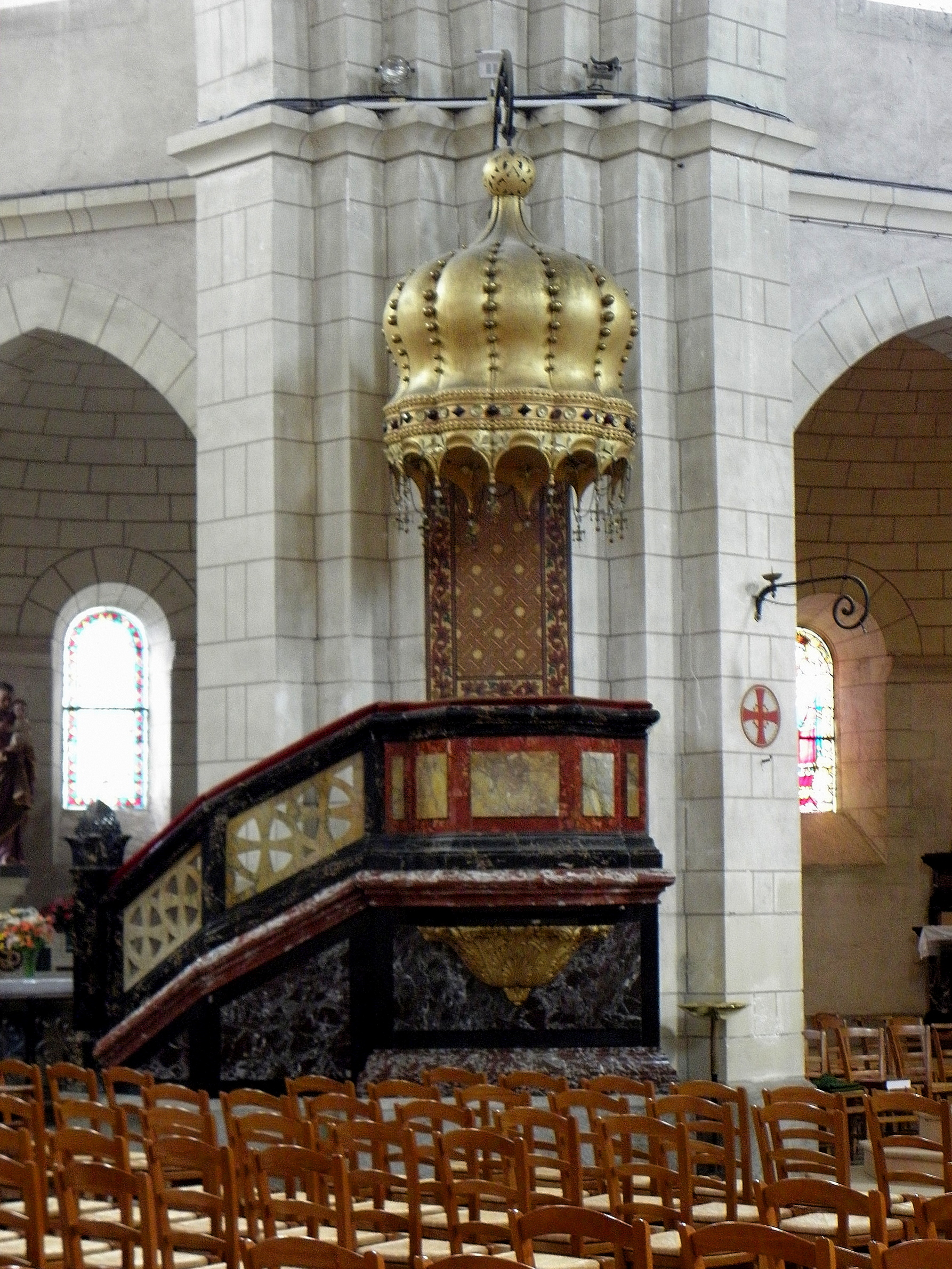
Kanzel in Liffré

Die Kanzel in der katholischen Kirche St-Michel in Liffré, einer französischen Gemeinde im Département Ille-et-Vilaine in der Region Bretagne, wurde 1894 geschaffen. Die Kanzel wurde 1984 als Monument historique in die Liste der geschützten Objekte (Base Palissy) in Frankreich aufgenommen.
Die Kanzel aus mehrfarbigem Marmor wurde vom Architekten Arthur Regnault entworfen. Die Form des Schalldeckels aus vergoldetem Metall wurde von den Kuppelbauten der byzantinischen Architektur inspiriert. Die Kanzelwand täuscht ein Mosaik vor. 